# حاجی غلامعلی
حاجی غلامعلی روستایی در دهستان ادیمی بخش مرکزی شهرستان نیمروز استان سیستان و بلوچستان ایران است. بر پایه سرشماری عمومی نفوس و مسکن در سال ۱۳۹۰ جمعیت این روستا ۲۵۲ نفر (در ۶۱ خانوار) بوده است.